# Maurycy Sabaudzki
Maurycy Sabaudzki właśc. Maurizio di Savoia (ur. 10 stycznia 1593 w Turynie, zm. 4 października 1657 tamże) – sabaudzki kardynał, książę krwi Sabaudii, książę Oneglii.

## Życiorys
Urodził się 10 stycznia 1593 roku w Turynie, jako syn Karola Emanuela I i Katarzyny Michaliny Habsburg (jego rodzeństwem byli: Wiktor Amadeusz I, Małgorzata, Izabela i Tomasz Franciszek). Nauki pobierał w Hiszpanii i w młodości wstąpił do stanu duchownego. 10 grudnia 1607 roku został kreowany kardynałem diakonem i otrzymał diakonię Santa Maria Nuova. W 1618 roku udał się do Francji, by sfinalizować małżeństwo swojego brata z Krystyną Marią Burbon. Od 1626 roku pełnił funkcję protodiakona. Wspierany przez Hiszpanię, zabiegał o kuratelę dla swojego bratanka Karola Emanuela, co spowodowało wybuch wojny domowej w Piemoncie, która trwała do 1642 roku. W tym samym roku zrezygnował z kapelusza kardynalskiego. 18 sierpnia tego roku poślubił swoją bratanicę Ludwikę Krystynę Sabaudzką, a rok później Urban VIII zatwierdził jego rezygnację. Maurycy Sabaudzki został księciem Oneglii i pełnił tę funkcję do śmierci, która nastąpiła 4 października 1657 roku w Turynie, z powodu apopleksji.